# Коацакоалькос (річка)
Коацакоалькос (ісп. Río Coatzacoalcos) — річка в Мексиці, тече з півдня на північ вздовж перешейку Теуантепе́к. Річка починається в пасмах хребта Сьєрра-Мадре-де-Чіапас, затим протікає територією штатів Оаха́ка та Веракру́с й поблизу міста Коацакоалькос впадає в затоку Кампече (Мексиканська затока).
Річка судноплавна протягом 201 км від устя. Поруч з містом Мінатітлан у Коацакоалькос впадає її головна притока — річка Успанапа.
Нижня течія річки було досліджене за часів конкісти Ерна́ном Корте́сом. Назва річки, що перекладається з мови науатль як «місце, де ховається змій», пов'язують з легендою, згідно з якою річкою на плоту зі зміїної шкіри проплив ацтекський бог Кетцалькоатль.
Відсутність законодавчої бази з регулювання промислових стоків у річку є причиною її забруднености. За даними Мексиканського центру екологіченого законодавства, основним забруднювачем річки є нафтова компанія PEMEX.